# برونو فوگاسا
برونو فوگاسا (به پرتغالی: Bruno França Fogaça) مهاجم اهل برزیل است که در شهر São Miguel Arcanjo, São Paulo و در تاریخ ۱۱ نوامبر ۱۹۸۱ به دنیا آمده‌است.
برونو فوگاسا در تیم‌های فوتبال Elfsborg سابقهٔ حضور دارد.